# Città Rurale di Ararat
La città rurale di Ararat è una Local Government Area che si trova nello Stato di Victoria. Essa si estende su una superficie di 4.230 chilometri quadrati e ha una popolazione di 11.183 abitanti. La sede del consiglio si trova a Ararat.